# 小花檬果樟
小花檬果樟（学名：Caryodaphnopsis henryi），为樟科檬果樟属下的一个植物种。